# 東石黒駅
東石黒駅（ひがしいしぐろえき）は、富山県南砺市下吉江にある、西日本旅客鉄道（JR西日本）城端線の駅である。

## 歴史

1964年（昭和39年）頃の東石黒駅

- 1931年（昭和6年）3月25日：第59回帝国議会衆議院本会議において中越線福野駅 - 福光駅間の下吉江における停車場設置請願が採択される[1][2]。
- 1951年（昭和26年）8月10日：日本国有鉄道（国鉄）城端線の福野駅 - 福光駅間に新設開業[3]。旅客営業のみ[3]。
- 1987年（昭和62年）4月1日：国鉄分割民営化により、西日本旅客鉄道（JR西日本）の駅となる[4]。

## 駅構造
城端方面に向かって左側に単式ホーム1面1線を持つ地上駅（停留所）である。
北陸広域鉄道部管理の無人駅である。ホーム上には木造の待合室が設置されている。城端方面東石黒踏切の脇から階段によってホームに入る形となっている。ホーム上には22粁のキロポストが立っており、数本の桜と松が植えられている。

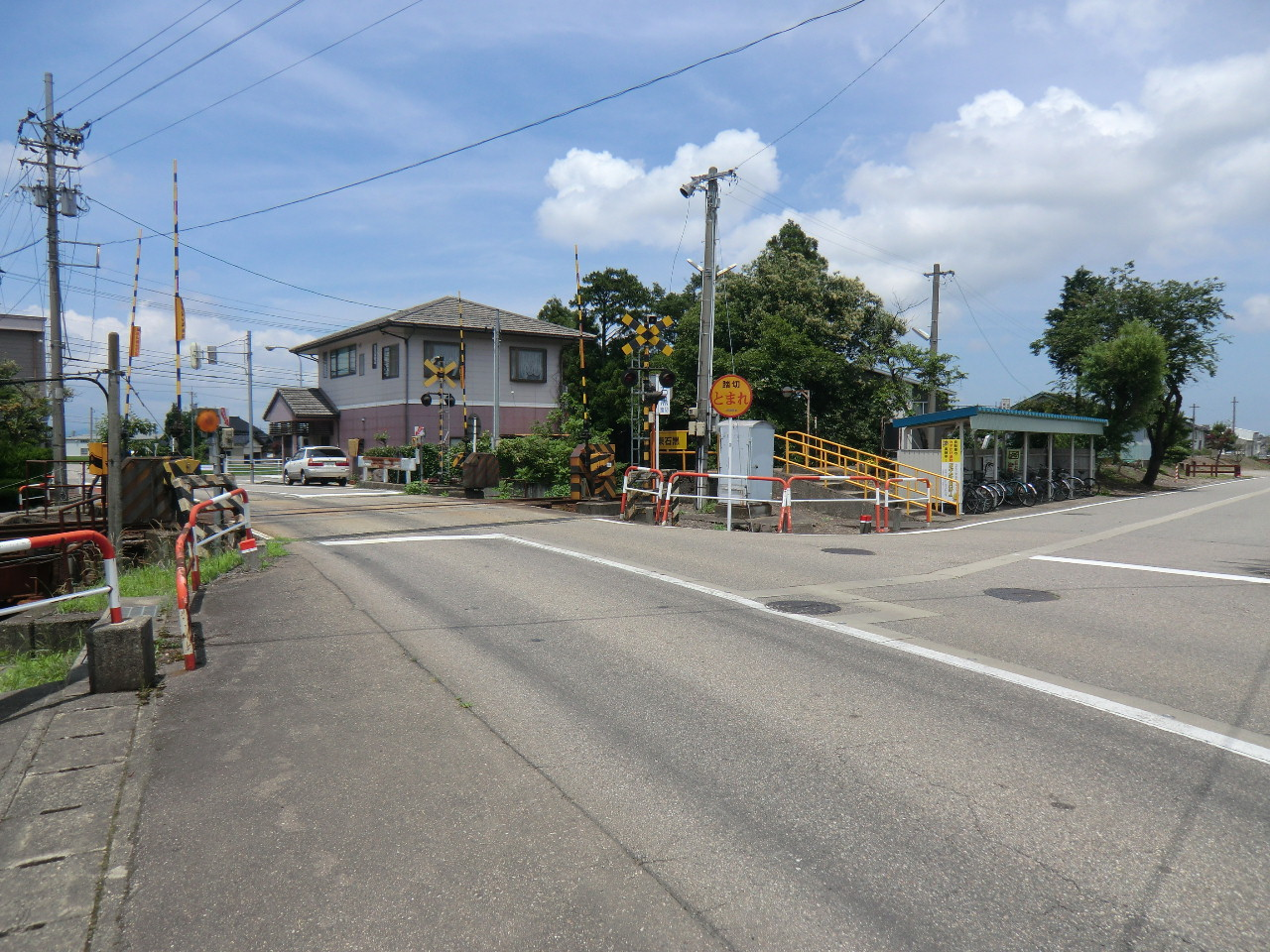
入口（2011年9月）
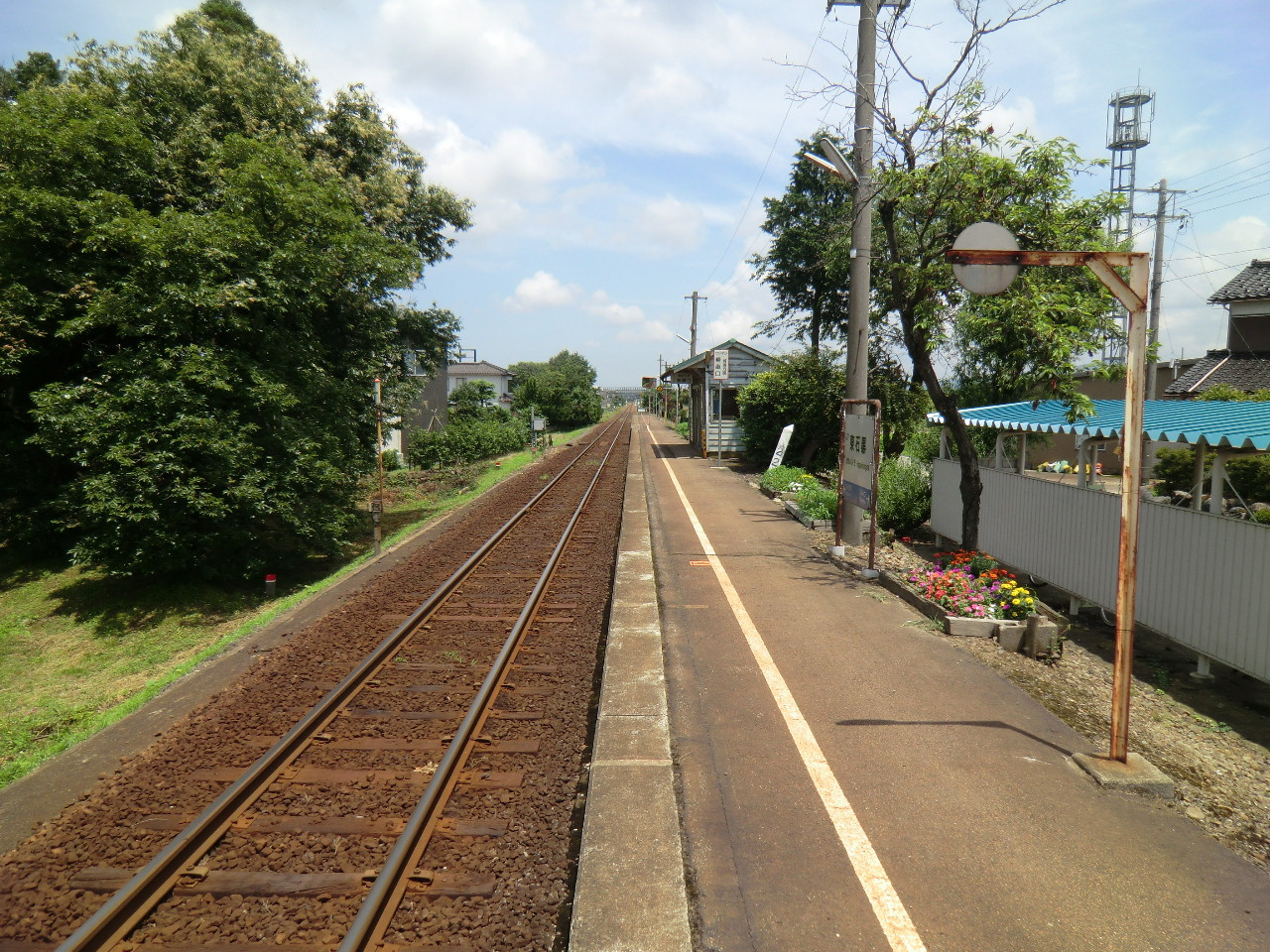
ホーム（2011年7月）
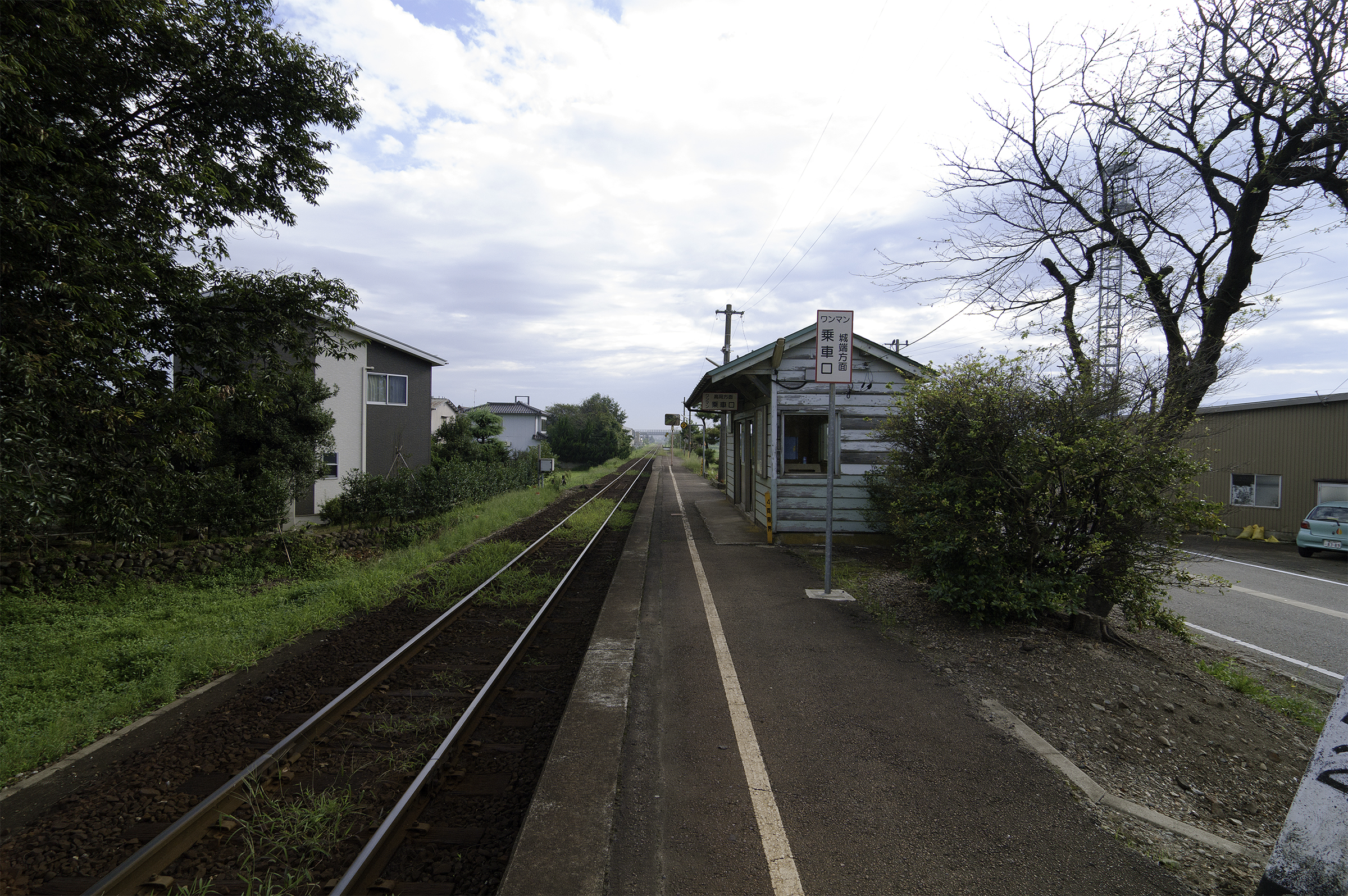
旧待合室（2011年9月）
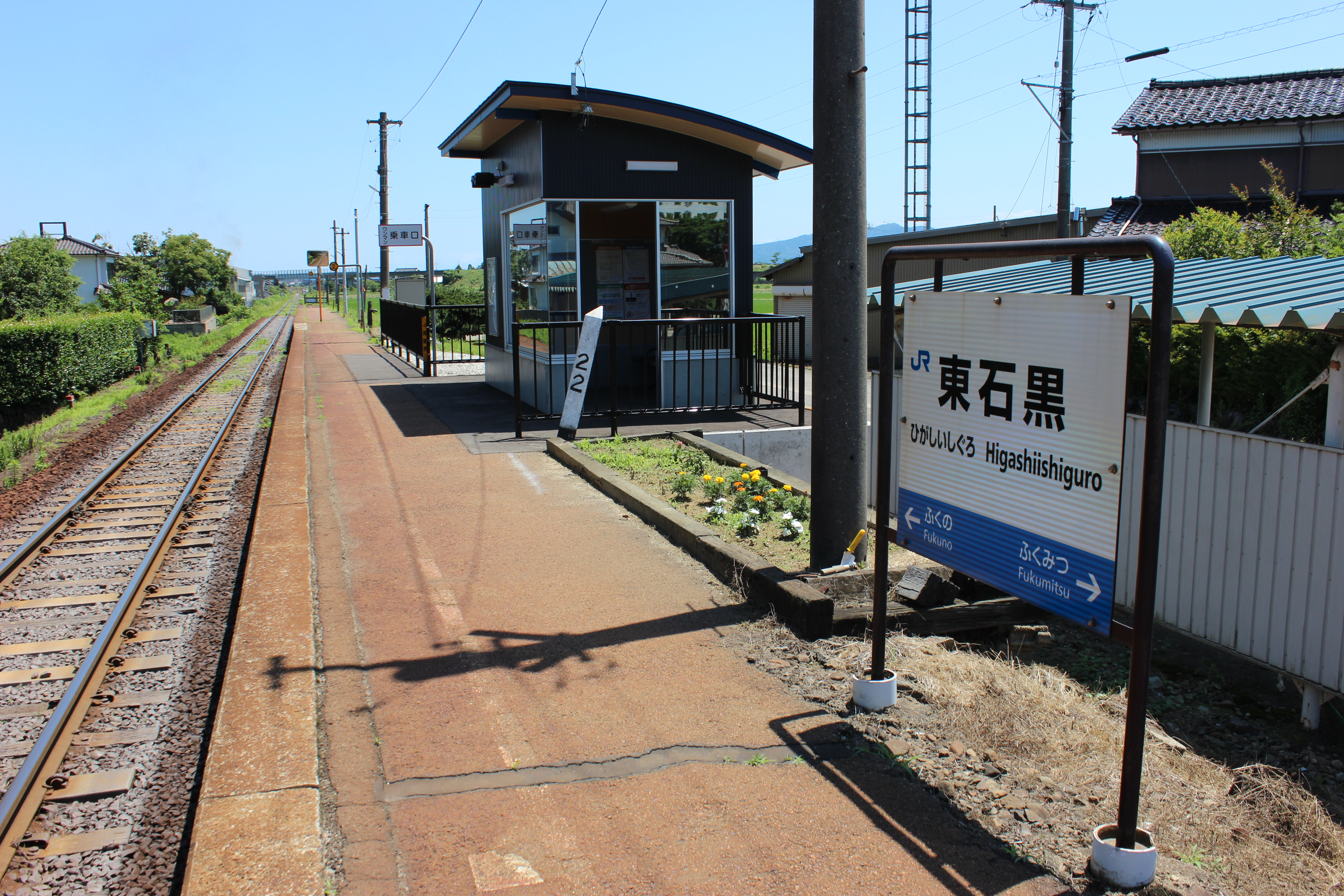
駅名標と新築された待合室（2020年6月）

## 利用状況
「富山県統計年鑑」によると、近年の1日平均乗車人員は以下の通り。
| 年度   | 1日平均 乗車人員 |
| ------ | ---------------- |
| 1995年 | 53               |
| 1996年 | 63               |
| 1997年 | 58               |
| 1998年 | 55               |
| 1999年 | 45               |
| 2000年 | 47               |
| 2001年 | 41               |
| 2002年 | 51               |
| 2003年 | 48               |
| 2004年 | 51               |
| 2005年 | 45               |
| 2006年 | 42               |
| 2007年 | 39               |
| 2008年 | 39               |
| 2009年 | 29               |
| 2010年 | 27               |
| 2011年 | 23               |
| 2012年 | 23               |
| 2013年 | 34               |
| 2014年 | 28               |
| 2015年 | 30               |
| 2016年 | 31               |
| 2017年 | 31               |
| 2018年 | 28               |
| 2019年 | 25               |

## 駅周辺
- 富山県道20号砺波福光線
  - 加越能バス「東石黒」バス停
- 東石黒簡易郵便局
- 東海北陸自動車道
- 旅川 - 福野駅と東石黒駅の間で渡る河川

## 隣の駅
西日本旅客鉄道（JR西日本）
■城端線
福野駅 - 東石黒駅 - 福光駅